# Per-Gunnar Andersson
Per-Gunnar Andersson (10 de marzo de 1980) es un piloto de rally sueco que compite en el Campeonato Mundial de Rally. Ha sido campeón del Campeonato Mundial de Rally Junior en 2004 y 2007.

## Palmarés

### Resultados en el WRC
| Año  | Equipo                          | Vehículo                  | 1       | 2       | 3       | 4       | 5       | 6       | 7       | 8       | 9       | 10     | 11     | 12     | 13      | 14    | 15    | Posición | Puntos |
| ---- | ------------------------------- | ------------------------- | ------- | ------- | ------- | ------- | ------- | ------- | ------- | ------- | ------- | ------ | ------ | ------ | ------- | ----- | ----- | -------- | ------ |
| 2002 | Per-Gunnar Andersson            | Renault Clio RS           | SWE 43  |         |         |         |         |         |         |         |         |        |        |        |         |       |       | -        | 0      |
| 2003 | Per-Gunnar Andersson            | Renault Clio S1600        | FIN Ret | ITA 19  | ESP Ret | GBR Ret |         |         |         |         |         |        |        |        |         |       |       | -        | 0      |
| 2004 | Per-Gunnar Andersson            | Suzuki Ignis S1600        | MON 19  |         | GRE Ret | TUR 11  | FIN 16  | JPN Ret | GBR Ret | ITA 9   | ESP 16  |        |        |        |         |       |       | -        | 0      |
| 2004 | Per-Gunnar Andersson            | Mitsubishi Lancer Evo VII |         | SWE 25  |         |         |         |         |         |         |         |        |        |        |         |       |       | -        | 0      |
| 2005 | Per-Gunnar Andersson            | Suzuki Ignis S1600        | MON 18  | SWE 18  | MEX 14  | NZL 17  | ITA 22  | CYP 33  | TUR 19  | GRE 15  |         |        |        |        |         |       |       | -        | 0      |
| 2005 | Per-Gunnar Andersson            | Suzuki Swift S1600        |         |         |         |         |         |         |         |         | FIN Ret | GER 16 | GBR 22 | JPN 22 | ESP Ret |       |       | -        | 0      |
| 2006 | Per-Gunnar Andersson            | Suzuki Swift S1600        | SWE 19  | ARG 34  | ITA 21  | FIN 18  | TUR DSQ | GBR Ret |         |         |         |        |        |        |         |       |       | -        | 0      |
| 2007 | Suzuki Sports Europe            | Suzuki Swift S1600        | NOR 18  | POR 14  | ITA 14  | ESP 15  |         |         |         |         |         |        |        |        |         |       |       | -        | 0      |
| 2007 | Per-Gunnar Andersson            | Suzuki Swift S1600        |         |         |         |         | FRA 20  |         |         |         |         |        |        |        |         |       |       | -        | 0      |
| 2008 | Suzuki World Rally Team         | Suzuki SX4 WRC            | MON 8   | SWE Ret | MEX Ret | ARG 24  | JOR Ret | ITA 9   | GRE 11  | TUR Ret | FIN Ret | GER 15 | NZL 6  | ESP 32 | FRA 17  | JPN 5 | GBR 5 | 12º      | 12     |
| 2009 | Per-Gunnar Andersson            | Škoda Fabia WRC           | NOR Ret |         |         |         |         |         |         |         |         |        |        |        |         |       |       | -        | 0      |
| 2010 | Rufa Sport                      | Škoda Fabia S2000         | SWE 10  | JOR 16  | POR 16  |         | FIN 10  | DEU 13  |         |         |         |        |        |        |         |       |       | 12º      | 8      |
| 2010 | Stobart M-Sport Ford Rally Team | Ford Focus RS WRC 08      |         |         |         | BUL 7   |         |         |         |         |         |        |        |        |         |       |       | 12º      | 8      |
| 2011 | Per-Gunnar Andersson            | Ford Fiesta RS WRC        | SWE 7   | ITA 15  | FIN 15  |         |         |         |         |         |         |        |        |        |         |       |       | 20º      | 6      |

### Resultados JWRC
| Año  | Equipo               | Automóvil          | 1     | 2       | 3     | 4     | 5       | 6     | 7     | 8       | 9       | Pos. | Puntos |
| ---- | -------------------- | ------------------ | ----- | ------- | ----- | ----- | ------- | ----- | ----- | ------- | ------- | ---- | ------ |
| 2004 | Per-Gunnar Andersson | Suzuki Ignis S1600 | MON 8 | GRE Ret | TUR 1 | FIN 1 | GBR Ret | ITA 1 | ESP 2 |         |         | 1º   | 39     |
| 2005 | Per-Gunnar Andersson | Suzuki Ignis S1600 | MON 6 | MEX 2   | ITA 5 | GRE 1 |         |       |       |         |         | 6º   | 30     |
| 2005 | Per-Gunnar Andersson | Suzuki Swift S1600 |       |         |       |       | FIN Ret | DEU 4 |       | ESP Ret |         | 6º   | 30     |
| 2006 | Per-Gunnar Andersson | Suzuki Swift S1600 | SWE 1 |         |       | ARG 3 | ITA 4   |       | FIN 2 | TUR DSQ | GBR Ret | 3º   | 29     |
| 2007 | Suzuki Sports Europe | Suzuki Swift S1600 | NOR 1 | POR 1   | ITA 2 |       |         | ESP 1 | FRA 4 |         |         | 1º   | 43     |

### IRC
| Año  | Equipo            | Coche                   | 1       | 2      | 3       | 4      | 5      | 6       | 7       | 8     | 9       | 10    | Posición | Puntos |
| ---- | ----------------- | ----------------------- | ------- | ------ | ------- | ------ | ------ | ------- | ------- | ----- | ------- | ----- | -------- | ------ |
| 2008 | Champion Racing   | Peugeot 207 S2000       | TUR 5   | POR 2  | BEL Ret | RUS 6  |        |         |         |       |         |       | 7º       | 15     |
| 2009 | Škoda Motorsport  | Škoda Fabia S2000       | MON 4   | POR 2  | BEL 2   | RUS 2  | CZE 1  | ESP 1   | ITA Ret |       |         |       | 2º       | 49     |
| 2010 | Škoda Motorsport  | Škoda Fabia S2000       | MON 5   | CUR 4  | ARG 3   | CAN 1  | SAR 3  | YPR 2   | AZO Ret | MAD 2 | ZLI Ret | SAN 6 | 2º       | 47     |
| 2011 | Proton Motorsport | Proton Satria Neo S2000 | MON Ret | CAN 24 | YAL Ret | YPR 19 | ZLIN 9 | MEC Ret | SCO Ret |       |         |       | 37º      | 2      |